# Catarina Eklund
Catarina Eklund (ur. 19 stycznia 1970 w Charlottenbergu) – szwedzka biathlonistka. W Pucharze Świata zadebiutowała 19 stycznia 1991 roku w Lahti, zajmując 35. miejsce w sprincie. Pierwsze pucharowe punkty zdobyła pięć dni później w tej samej miejscowości, gdzie zajęła 25. miejsce w biegu indywidualnym. Nigdy nie stanęła na podium zawodów pucharowych. Najlepsze wyniki osiągnęła w sezonie 1992/1993, kiedy zajęła 33. miejsce w klasyfikacji generalnej. W 1991 roku wystąpiła na mistrzostwach świata w Lahti, gdzie zajęła piąte miejsce w biegu drużynowym, 25. miejsce w biegu indywidualnym i 35. miejsce sprincie. Podczas rozgrywanych dwa lata później mistrzostw świata w Borowcu zajęła 22. miejsce w biegu indywidualnym, dziewiąte w biegu drużynowym, 27. miejsce w sprincie oraz siódme w sztafecie. W 1992 roku wystartowała na igrzyskach olimpijskich w Albertville, gdzie uplasowała się na 29. pozycji w biegu indywidualnym. Brała też udział w igrzyskach w Lillehammer cztery lata później, zajmując 60. miejsce w biegu indywidualnym, 59. miejsce w sprincie i dziewiąte miejsce w sztafecie.
Jej siostra bliźniaczka, Christina Eklund, także była biathlonistką.

## Osiągnięcia

### Igrzyska olimpijskie
| Rok  | Miejscowość | Konkurencje | Konkurencje | Konkurencje | Konkurencje | Konkurencje | Konkurencje | Konkurencje |
| Rok  | Miejscowość | IN          | SP          | PU          | MS          | RL          | MR          | SR          |
| ---- | ----------- | ----------- | ----------- | ----------- | ----------- | ----------- | ----------- | ----------- |
| 1992 | Albertville | 29.         | –           | nd.         | nd.         | –           | nd.         | –           |
| 1994 | Lillehammer | 60.         | 59.         | nd.         | nd.         | 9.          | nd.         | –           |

### Mistrzostwa świata
| Rok  | Miejscowość | Konkurencje | Konkurencje | Konkurencje | Konkurencje | Konkurencje | Konkurencje | Konkurencje |
| Rok  | Miejscowość | IN          | SP          | PU          | MS          | RL          | MR          | SR          |
| ---- | ----------- | ----------- | ----------- | ----------- | ----------- | ----------- | ----------- | ----------- |
| 1991 | Lahti       | 25.         | 35.         | nd.         | nd.         | –           | nd.         | –           |
| 1993 | Borowec     | 22.         | 27.         | nd.         | nd.         | 7.          | nd.         | –           |

### Puchar Świata

#### Miejsca w klasyfikacji generalnej
| Sezon     | Miejsce |
| --------- | ------- |
| 1990/1991 | -       |
| 1991/1992 | 74.     |
| 1992/1993 | 33.     |
| 1993/1994 | -       |
| 1997/1998 | -       |

#### Miejsca na podium chronologicznie
Eklund nigdy nie stanęła na podium zawodów PŚ.